# Anthime de Nicomédie
Pour les articles homonymes, voir Anthime.
Anthime de Nicomédie (martyrisé en 303 ou 311–312) était l'évêque de Nicomédie en Bithynie, où il a été décapité au cours de la Persécution de Dioclétien. 

## Histoire
Nicomédie était le lieu de résidence principal de Dioclétien et était à moitié chrétienne, le palais lui-même étant plein de chrétiens. Des sources chrétiennes commémorent les « 20 000 martyrs de Nicomédie ». La principale église chrétienne de Nicomédie a été détruite le 23 février 303 et le premier édit a été publié le lendemain. Peu de temps après la promulgation de l'édit, un incendie s'est déclaré dans le palais impérial ; les chrétiens ont été blâmés. Les massacres ont eu lieu dans les communautés chrétiennes de Bithynie après l'installation d'autels sur les places de marché, sur lesquelles aucune transaction n'était autorisée tant qu'un sacrifice symbolique aux dieux et au daimôn d'Auguste n'avait pas été effectué. 
À la demande des membres de sa congrégation, Anthime s'est réfugié dans le petit village d'Omana, où il a fourni de l'aide aux survivants et a envoyé des lettres exhortant les chrétiens à rester fermes. Lorsque les soldats de Maximien, qui partageait la fonction d'empereur avec Dioclétien, ont été envoyés pour le retrouver, il les a accueillis et nourris avant de révéler qui il était. Sa tête fut tranchée.  
Philip Schaff et Henry Wace notent qu'une lettre fragmentaire conservée dans le Chronicon Paschale, écrite en prison par le presbytre Lucien d'Antioche en attente de sa mise à mort, mentionne Anthime, évêque de Nicomédie, comme venant de subir le martyre. Schaff et Wace notent que Lucien a été emprisonné et mis à mort pendant la persécution de Maximin II Daïa (en 311 ou 312) et concluent donc que, si le fragment est authentique, Anthime a souffert le martyre non pas sous Dioclétien mais sous Maximin. 